# D36 (hunebed)

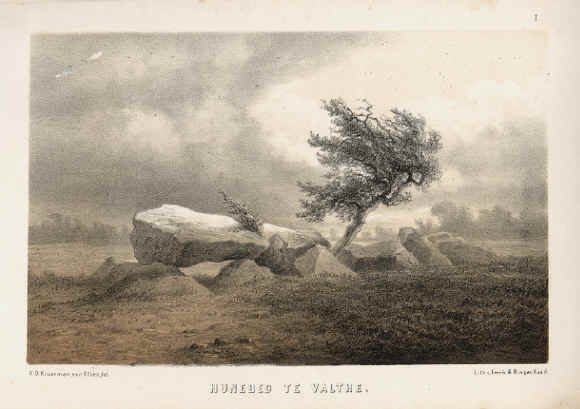
De litho "Hunebed te Valthe" door Hendrik Dirk Kruseman van Elten (1829-1904)

Hunebed D36 ligt samen met hunebed D37 aan de rand van de Ooster esch ten zuiden van Valthe in de Nederlandse provincie Drenthe.
De hunebedden D36 en D37 worden ook wel De Valther Tweeling genoemd. De hunebedden lagen aan de rand van de Kampervenen (een moeras). De hunebedden zijn te bereiken vanaf de Hoofdstraat in Valthe via een zandweg uit het dorp Valthe.

## Bouw
Het hunebed wordt toegeschreven aan de trechterbekercultuur.
D36 is iets completer dan zijn tweelingbroer, maar ook van dit hunebed ontbreekt een deksteen (van de oorspronkelijke vijf) en drie zijn van de draagstenen gegleden. Er zijn nog tien draagstenen aanwezig en ook is er nog één poortdraagsteen.
De hunebedden liggen in elkaars verlengde. Waarschijnlijk hebben de hunebedden ooit onder één dekheuvel gelegen en liep een prehistorische route vlak langs D37. De ingangen liggen aan de zuidzijde.

## Geschiedenis
De hunebedden worden voor het eerst vermeld op de Hottingerkaart (1788-1792). Nicolaas Westendorp beschrijft de beide hunebedden in 1822,
hij vermeldt dat in beide hunebedden gegraven is.
In 1871 kocht de provincie Drenthe beide hunebedden van de boermarke van Valthe.
Van Giffen trof het hunebed in sterk verwaarloosde staat aan, restanten van de dekheuvel waren nog herkenbaar en ook waren de twee sluitstenen nog op hun oorspronkelijke plek aanwezig. Hij beschreef het hunebed als "In sterk geschonden staat". Hij zag boorgaten in een stukgesprongen deksteen en één deksteen was inmiddels verdwenen.
De kelderinhoud is nooit onderzocht; in 1952 vond een kleine restauratie plaats.
In 2012 werd onderzoek gedaan in een gebied wat grenst aan het hunebed. In dit beschermde gebied werd in 2011 per ongeluk gegraven en hierdoor was er een kans om het gebied archeologisch te onderzoeken. De opgraving werd bekostigd door Dienst Landelijk Gebied en werd uitgevoerd door het Groninger Instituut voor Archeologie (Rijksuniversiteit Groningen), met de medewerking van archeologiestudenten en vrijwilligers. Tijdens de opgraving zijn 133 met trechterbekermotieven versierde neolithische aardewerkscherven geborgen. Ook werden twee bakplaten gevonden. 
In de ruimte voor de ingang lagen brokstukken van verbrande vuurstenen bijlen. Er zijn ook sporen van gebouwen uit de Trechterbekerperiode en de ijzertijd aangetroffen.

## Society of Antiquaries[7]
In Engeland ontstond in de jaren zeventig van de 19e eeuw bezorgdheid over de wijze waarop in Nederland hunebedden werden gerestaureerd. In die kringen was men vooral bezorgd dat met de restauraties het oorspronkelijk beeld van de situatie verloren zou gaan. De directeur van de Society of Antiquaries in Londen verzocht de oudheidkundigen William Collings Lukis en sir Henry Dryden om de staat waarin de hunebedden zich op dat moment bevonden nauwkeurig vast te leggen. Zij bezochten in juli 1878 Drenthe en brachten veertig hunebedden op de Hondsrug in kaart. Ze hebben opmetingen verricht en beschreven de aangetroffen situatie, die zij tevens vastlegden in een serie aquarellen. Hun rapportage aan de Society of Antiquaries verscheen echter niet in druk. Hun materiaal werd bewaard bij de Society of Antiquaries, het Guernsey Museum & Art Gallery en het Drents Museum. Het Ashmolean Museum in Oxford bezit kopieën van hun werk. In 2015 publiceerde de Drentse archeoloog dr. Wijnand van der Sanden alsnog hun werk. Hij voorzag hun materiaal van een uitgebreide inleiding. Ook schetste hij de ontwikkelingen met betrekking tot het archeologisch onderzoek van de hunebedden na hun onderzoek tot 2015. Hij gaf als oordeel dat het werk van Lukis en Dryden van hoge kwaliteit was. In het Drents Museum was in 2015 een tentoonstelling over het werk.
Hunebed D36 is weergegeven op Plan XXVII. Lukis en Dryden bezochten de hunebedden op 19 juli 1878. Het hunebed bestond ten tijde van hun bezoek uit vijf dekstenen, alleen de deksteen aan de westkant lag nog op zijn plek. Drie dekstenen lagen in de grafkamer. De deksteen aan de oostkant lag aan de noordzijde van het bouwwerk. Van de elf draagstenen lagen er twee plat. Het hunebed werd verborgen door kleine eikenbomen die naast de stenen staan. Er is nog een poortsteen aanwezig.
Lukis en Dryden merkten op dat volgens de archeoloog Janssen in een van de hunebedden een kleine urn gevonden zou zijn. Ook stelden zij dat Janssen de oriëntatie van de beide hunebedden fout heeft beschreven. Beide hunebedden zijn eigendom van de provincie. De hunebedden liggen 8,2 meter uit elkaar.

## Afbeeldingen

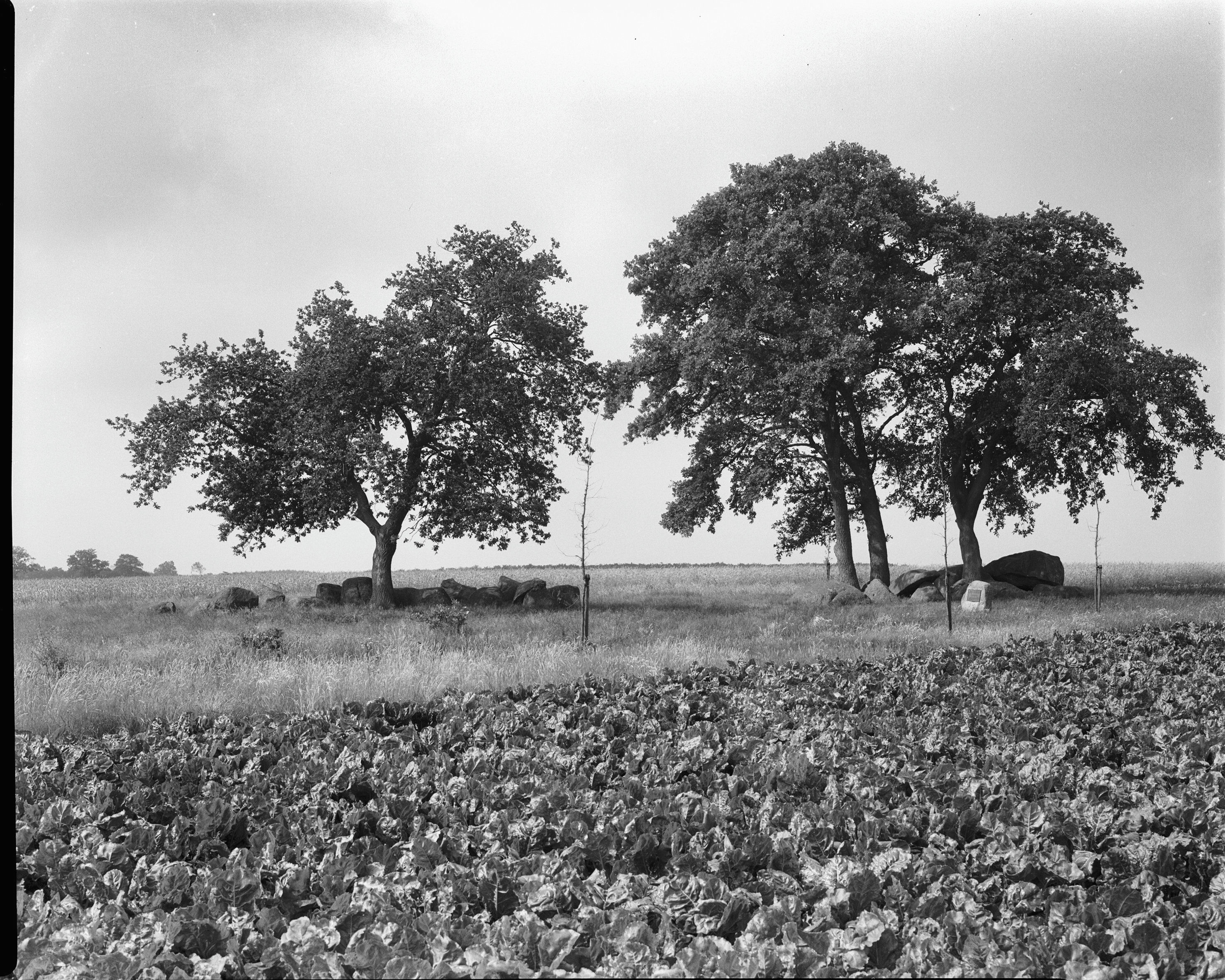
Hunebed hunebed D37 en D36 (rechts), 1962
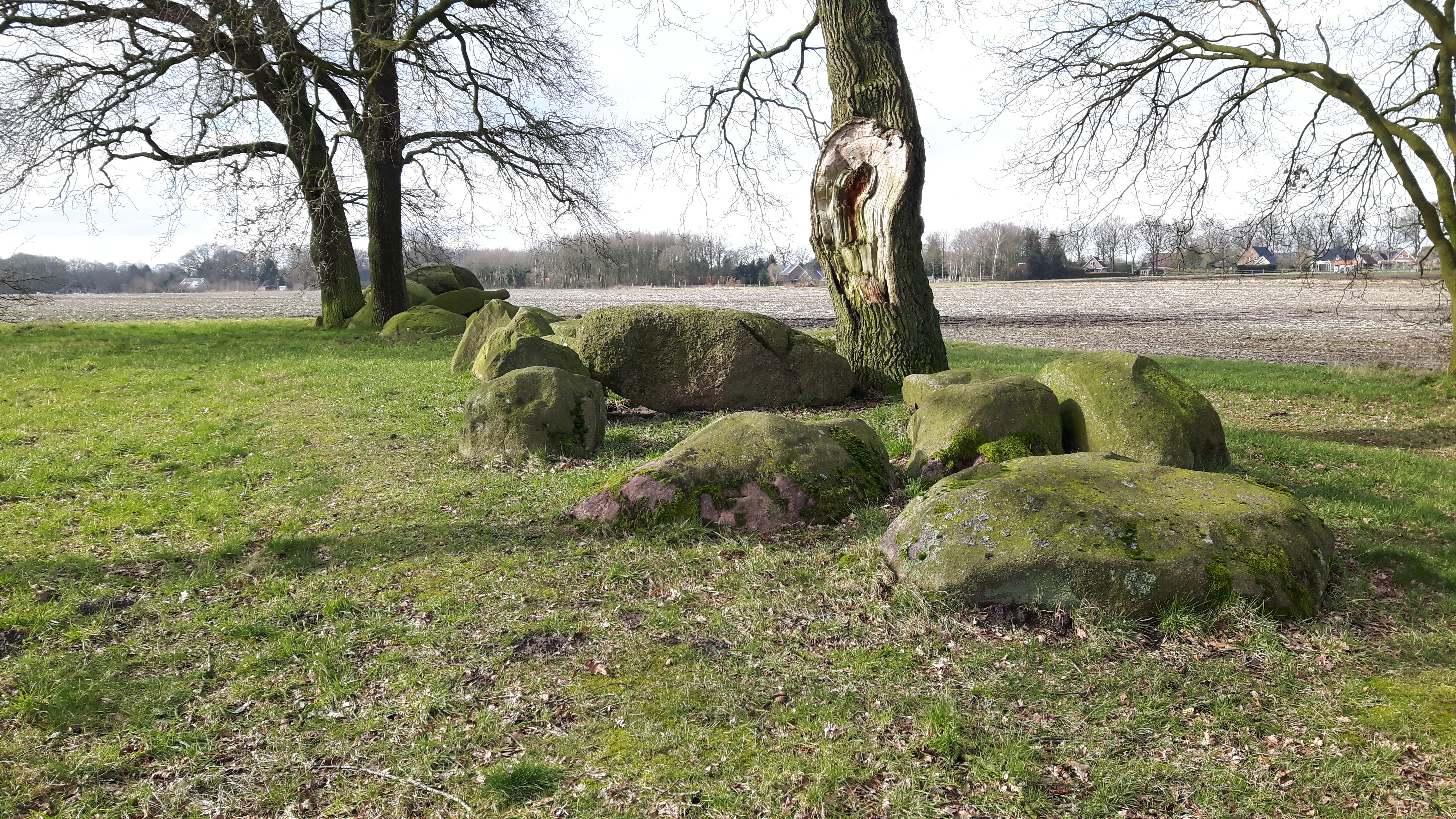
hunebed D37 en op de achtergrond D36
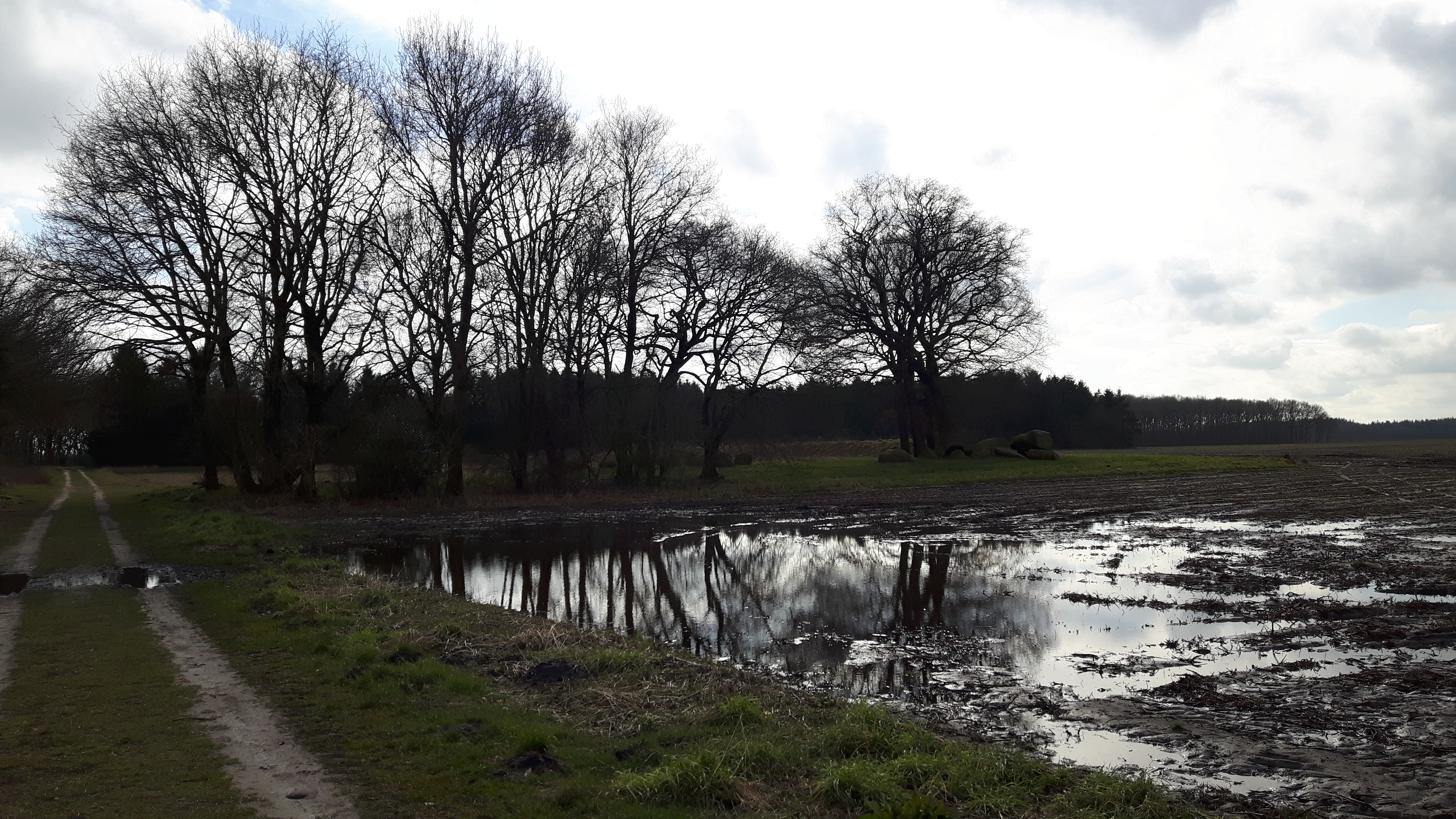
Hunebed D37 (links) en hunebed D36 met daarachter het in 2012 onderzochte gebied